# Europäisches Jugendportal
Das Europäische Jugendportal ist eine mehrsprachige Website, die sich an junge Menschen in der EU richtet und Zugang zu jugendbezogenen europäischen und nationalen Informationen bietet. Das Ziel des Europäischen Jugendportals ist es, jungen Menschen im Alter von 13 bis 30 Jahren in ganz Europa Informationen und Möglichkeiten zu einem breiten Themenspektrum auf der Grundlage der EU-Jugendstrategie zu bieten.
Darunter fallen die Themen Bildung, Beschäftigung, Teilhabe, Kultur, soziale Eingliederung, Gesundheit und Mobilität und Freiwilligenarbeit. Eine seiner größten Stärken besteht darin, dass diese Inhalte auf europäischer und nationaler Ebene durch eine Partnerschaft zwischen der Europäischen Kommission und Eurodesk bereitgestellt werden und in bis zu 27 verschiedenen Sprachen verfügbar sind.

## Hintergrund
Das Europäische Jugendportal ist eine Initiative der Europäischen Kommission und wurde 2004 ins Leben gerufen. Das Portal wurde im White Paper der Europäischen Kommission „Ein neuer Impuls für die europäische Jugend“ vorgeschlagen. Es wurde mit und für junge Menschen entwickelt, insbesondere in Zusammenarbeit mit Eurodesk und dem European Youth Forum. Im April 2009 verabschiedete die Europäische Kommission die EU-Jugendstrategie. Eines der Ziele der Strategie ist es, die Teilhabe aller jungen Menschen an der Gesellschaft zu fördern und ihre Teilhabe am gesellschaftlichen Leben und an der repräsentativen Demokratie zu erhöhen. Dies wird auch in der Entschließung des Rates vom 27. November 2009 zu einem erneuerten Rahmen für die europäische Zusammenarbeit im Jugendbereich (2010–2018) festgehalten. Zu diesem Zweck hat die Europäische Kommission im Mai 2013 das Europäische Jugendportal neu gestartet mit neuem Erscheinungsbild und neuen Inhalten.

## Verwaltung
Das Eurodesk-Netzwerk ist für die Verwaltung der Inhalte, Beiträge zu ihrer Übersetzung und Förderung des Portals verantwortlich.